# ジェフレン・スアレス
ジェフレン・イサーク・スアレス・ベルムデス（Jeffrén Isaac Suárez Bermúdez、1988年1月20日 - ）は、ベネズエラ出身の元サッカー選手。現役時代のポジションはフォワード。スペイン国籍も保有する。

## 経歴

### クラブ
ベネズエラのシウダ・ボリバルで生まれ、2歳でスペインのテネリフェ島へ移住した。CDテネリフェのユースチームに所属していたが、2004年にFCバルセロナのユースチームであるフベニルBに入団、翌年にはバルセロナCまで一気に駆け上がった。2006年にFCバルセロナBに昇格し、2006-07シーズンのコパ・デル・レイのCFバダロナ戦でトップチームデビューを果たした。また2008-09シーズンの終盤、アウェーでのRCDマヨルカ戦でリーガ・エスパニョーラデビューを飾った。
2009-10シーズン途中に、正式にバルセロナとトップチーム契約を交わした。契約は2012年まで。それに伴い背番号も開幕当初の35番から20番に変更となったが、トップチーム契約前に登録されていたFIFAクラブワールドカップ2009では背番号7をつけていた（同大会で背番号20で登録されていたのはジョナタン・ドス・サントスであった）。
2010-11シーズンは背番号を11に変更して臨んだ。リーガ第13節のエル・クラシコでは後半途中から出場し、終了間際にはチームの5点目となるゴールを決めた。これは自身のクラシコ初ゴールであり、この試合ではバルセロナがレアル・マドリードに対して史上4度目の5-0の勝利を挙げた。
2010-11シーズン終了後にスーペル・リーガのスポルティングCPへ移籍した。移籍金は370万ユーロ。
しかし出場機会に恵まれず、2014年1月31日スポルティングとの契約を解除し、翌日にレアル・バリャドリードと契約した。

### スペイン代表
U-19スペイン代表として、UEFA U-19欧州選手権2006に出場し、8試合で3ゴールを挙げる活躍をしチームを優勝に導いた。代表ではU-20まで全ての年代で代表に選出された経験を持つ。

### ベネズエラ代表
2015年にベネズエラ代表としてデビューを果たした。

## 個人成績

### クラブでの成績
| クラブ           | シーズン | リーグ | リーグ | カップ | カップ | 欧州カップ | 欧州カップ | その他 | その他 | 合計 | 合計   |
| クラブ           | シーズン | 試合   | ゴール | 試合   | ゴール | 試合       | ゴール     | 試合   | ゴール | 試合 | ゴール |
| ---------------- | -------- | ------ | ------ | ------ | ------ | ---------- | ---------- | ------ | ------ | ---- | ------ |
| FCバルセロナC    | 2005-06  | 5      | 0      | –      | –      | –          | –          | –      | –      | 5    | 0      |
| FCバルセロナC    | 2006-07  | 2      | 1      | –      | –      | –          | –          | –      | –      | 2    | 1      |
| FCバルセロナC    | 通算     | 7      | 1      | –      | –      | –          | –          | –      | –      | 7    | 1      |
| FCバルセロナB    | 2006-07  | 32     | 3      | –      | –      | –          | –          | –      | –      | 32   | 3      |
| FCバルセロナB    | 2007-08  | 30     | 6      | –      | –      | –          | –          | –      | –      | 30   | 6      |
| FCバルセロナB    | 2008-09  | 20     | 5      | –      | –      | –          | –          | –      | –      | 20   | 5      |
| FCバルセロナB    | 通算     | 82     | 14     | –      | –      | –          | –          | –      | –      | 82   | 14     |
| FCバルセロナ     | 2006-07  | 0      | 0      | 1      | 0      | 0          | 0          | –      | –      | 1    | 0      |
| FCバルセロナ     | 2007-08  | 0      | 0      | 0      | 0      | 0          | 0          | –      | –      | 0    | 0      |
| FCバルセロナ     | 2008-09  | 2      | 0      | 0      | 0      | 0          | 0          | –      | –      | 2    | 0      |
| FCバルセロナ     | 2009-10  | 12     | 2      | 2      | 0      | 2          | 0          | 2      | 0      | 18   | 2      |
| FCバルセロナ     | 2010-11  | 8      | 1      | 3      | 0      | 2          | 0          | 0      | 0      | 13   | 1      |
| FCバルセロナ     | 通算     | 22     | 3      | 6      | 0      | 4          | 0          | 2      | 0      | 34   | 3      |
| スポルティングCP | 2011-12  | 6      | 3      | 1      | 0      | 1          | 0          | 1      | 0      | 9    | 3      |
| スポルティングCP | 通算     | 6      | 3      | 1      | 0      | 1          | 0          | 1      | 0      | 9    | 3      |
| 総通算           | 総通算   | 116    | 21     | 7      | 0      | 5          | 0          | 3      | 0      | 131  | 21     |

## タイトル

### クラブ
FCバルセロナ
- リーガ・エスパニョーラ : 2008-09, 2009-10, 2010-11
- コパ・デル・レイ : 2008-09
- スペインスーパーカップ : 2009, 2010
- UEFAチャンピオンズリーグ : 2008-09, 2010-11
- UEFAスーパーカップ : 2009
- FIFAクラブワールドカップ : 2009

ランプーン・ウォリアーFC
- タイ・リーグ2 : 2021-22

### 代表
U-19スペイン代表
- U-19欧州選手権 : 2006

U-21スペイン代表
- U-21欧州選手権 : 2011